# Orbaizeta
Orbaizeta (en basc i oficialment, en castellà Orbaiceta) és un municipi de Navarra, a la comarca d'Auñamendi, dins la merindad de Sangüesa. Forma part de la vall d'Aezkoa. Està situat en un meandre del riu Irati, al costat d'Orbara i Hiriberri en l'interior de la Selva d'Irati. Limita al nord amb Eiheralarre i Ezterenzubi (Baixa Navarra), al sud amb Orbara i Hiriberri, a l'est amb Luzaide i Roncesvalls i a l'oest amb Otsagabia.
Té tres barris Mendikoa, San Pedro i Rochapea o de baix. La Igesia és un edifici medieval reformat en el segle xvi, amb un retaule major xorigueresc de la primera meitat del segle xviii que és bell però algunes imatges han estat substituïdes per altres més modernes. Com en altres pobles d'Aezkoa queden alguns hórreos.

## Demografia

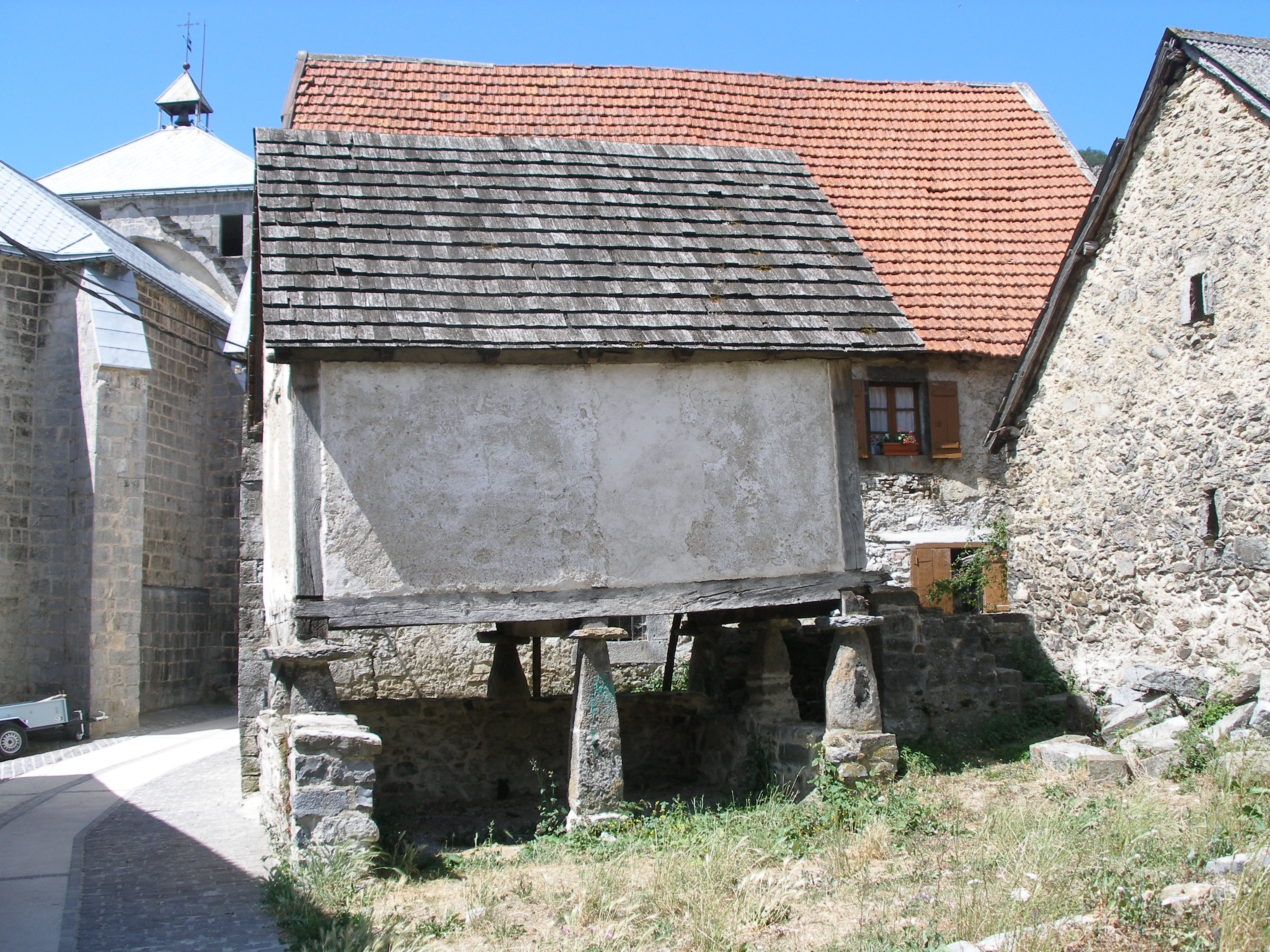
Hórreo d'Orbaizeta

| Evolució demogràfica                                  | Evolució demogràfica | Evolució demogràfica | Evolució demogràfica | Evolució demogràfica | Evolució demogràfica | Evolució demogràfica | Evolució demogràfica | Evolució demogràfica | Evolució demogràfica | Evolució demogràfica |
| 1996                                                  | 1998                 | 1999                 | 2000                 | 2001                 | 2002                 | 2003                 | 2004                 | 2005                 | 2006                 | 2007                 |
| ----------------------------------------------------- | -------------------- | -------------------- | -------------------- | -------------------- | -------------------- | -------------------- | -------------------- | -------------------- | -------------------- | -------------------- |
| 243                                                   | 242                  | 240                  | 236                  | 239                  | 241                  | 237                  | 227                  | 219                  | 208                  | 212                  |
| Fonts: Orbaitzeta i institut d'estadística de navarra |                      |                      |                      |                      |                      |                      |                      |                      |                      |                      |

## Fàbrica d'armes
Uns quilòmetres més al nord es troba la Fàbrica d'Orbaizeta (Orbaizetako Ola). El barri conserva la seva disposició original dels habitatges al voltant de la plaça de l'església. Descendint cap al riu Legarza es troba les instal·lacions pròpies de la fàbrica. La fàbrica d'Armes d'Orbaitzeta es va construir en el lloc que existia una ferrerria, durant el regnat de Carles III d'Espanya (VI de Navarra). Va sofrir diversos saquejos i incendis per la seva proximitat a la frontera francesa i fou un important objectiu militar durant les guerres carlines. Després de litigis entre els veïns de la vall d'Aezkoa i els militars, va cessar en el seu funcionament en 1884.